# Редешть (Арад)
Редешть, Редешті (рум. Rădești) — село у повіті Арад в Румунії. Входить до складу комуни Алмаш.
Село розташоване на відстані 363 км на північний захід від Бухареста, 72 км на схід від Арада, 117 км на південний захід від Клуж-Напоки, 97 км на північний схід від Тімішоари.

## Населення
За даними перепису населення 2002 року у селі проживали 552 особи.
Національний склад населення села:
| Національність | Кількість осіб | Відсоток |
| -------------- | -------------- | -------- |
| румуни         | 545            | 98,7%    |
| цигани         | 7              | 1,3%     |

Рідною мовою назвали:
| Мова      | Кількість осіб | Відсоток |
| --------- | -------------- | -------- |
| румунська | 545            | 98,7%    |
| циганська | 7              | 1,3%     |